# Claydes Charles Smith
Claydes Charles Smith (Jersey City, 6 de septiembre de 1948-Maplewood, 20 de junio de 2006) fue un músico estadounidense. más conocido como cofundador y líder guitarrista del grupo Kool & the Gang.

## Biografía
Nació en Jersey City, Nueva Jersey, su padre le presentó la guitarra de jazz a principios de la década de 1960. A finales de la década de 1960, se unió a Ronald Bell (más tarde Khalis Bayyan), Robert "Kool" Bell, George Brown, Dennis Thomas y Robert "Spike" Mickens para convertirse en Kool & the Gang. Su estilo fresco de jazz y sus carreras de octavas, que recuerdan a Wes Montgomery pero exclusivamente suyas, enriquecieron la música del grupo. Su interpretación del éxito " Summer Madness" es un buen ejemplo de su trabajo. 

## Familia
La familia de Smith incluía seis hijos: Claydes A. Smith, Justin Smith, Aaron Corbin, August Williams, Uranus Smith-Garay y Tyteen Humes. Murió en Nueva Jersey, y está enterrado en Westfield, Nueva Jersey cementerio de Fairview (cementerio de Fairview (Westfield, Nueva Jersey)).